# Borja Pardo
Borja Pardo Calero (Madrid, 30 de enero de 1979) es un deportista español que compitió en fútbol 7 adaptado. Ganó una medalla de bronce en los Juegos Paralímpicos de Atlanta 1996.

## Palmarés internacional
| Juegos Paralímpicos | Juegos Paralímpicos      | Juegos Paralímpicos | Juegos Paralímpicos |
| Año                 | Lugar                    | Medalla             | Competición         |
| ------------------- | ------------------------ | ------------------- | ------------------- |
| 1996                | Atlanta (Estados Unidos) | Medalla de bronce   | Torneo masculino    |